# Le Secret du janissaire
Le Secret du janissaire est le premier tome de la série de bande dessinée De Cape et de Crocs d'Alain Ayroles et Jean-Luc Masbou.

## Résumé
Don Lope de Villalobos y Sangrin, un loup, et Armand Raynal de Maupertuis, un renard, sont deux gentilshommes qui dépensent le peu d'argent qui leur reste en regardant les saltimbanques de Venise. Un vieillard, Cénile, les convainc d'aborder un chebec barbaresque afin de délivrer son fils Andreo, qui serait retenu captif à son bord. Durant ce temps, le raïs Kader, maître à bord de ce chebec corsaire, descend à terre afin de consulter un érudit juif sur une carte au trésor, et de trouver une pierre de lune qui doit le protéger des pièges durant sa quête, vers les îles Tangerines.
À bord, Lope et Armand découvrent la fameuse carte, et l'emportent non sans avoir réveillé par mégarde tout l'équipage du navire. Andreo et son valet Plaisant ont en fait inventé cette histoire, en s'inspirant d'une pièce de théâtre afin de soutirer de l'argent à Cénile, armateur très riche et avare de caractère.  
Le lendemain, ils mettent au courant Cénile de leur découverte, et souhaiteraient former avec lui un partenariat afin de monter l'expédition qui ira chercher le trésor. Cénile, tout d'abord réticent à partager le futur trésor autrement qu'à son entier avantage, accepte d'attendre la réponse des deux compères, et leur donne de quoi se restaurer et boire à sa santé. En réalité, il compte sur l'effet de la boisson, et sur les « amis » d'Andreo (qu'il avait découvert caché dans sa chambre), pour prendre possession de la carte et garder les bénéfices pour lui. Au même moment, Kader apprend la disparition de sa carte ; heureusement, Youssouf, un des hommes d'équipage, a eu le temps de l'apprendre par cœur.
Dans la taverne que Cénile leur a indiqué, Lope fait la connaissance d'Hermine, bohémienne qui tente de le séduire, le trouvant à son goût ; ils dansent ; elle lui explique qu'elle a obligé l'un de se prétendants à demander de l'argent à un père avaricieux afin de se débarrasser de lui. Lope repousse ses avances, car il est hidalgo, non sans montrer quelque intérêt pour la demoiselle. En sortant de la taverne, ils sont attaqués par les malandrins compagnons d'Andreo : tous deux très doués à l'escrime, Lope et Armand se défont rapidement de leurs agresseurs, le temps pour Armand de tomber amoureux d'une jeune femme, Séléné, sœur de lait d'Andreo et pupille de Cénile, apparue à un balcon durant la passe d'armes. Après l'altercation, le guet intervient, et appréhende Villalobos et Maupertuis, avec l'aide de Cénile qui assomme Armand avec une statue jeté depuis ce même balcon.
En prison, les deux amis reçoivent la visite de Séléné, qui donne à Armand une pierre de lune, comme gage de son amour. Cénile, leur rendant visite également, leur promet qu'en échange de la carte (qu'ils ont toujours en leur possession), il les fera sortir de cellule rapidement, et qu'ils reverront le ciel bleu. Ils se résignent à s'en défaire et, effectivement, Lope et Armand sont condamnés à vingt ans de galère, et embarqués aussitôt sur un navire de l'ordre de Malte, dirigée par l'un de ses chevaliers, le capitan Mendoza. Peu après leur départ, Cénile affrète un navire qui doit faire voile vers les îles Tangerines pour découvrir le trésor ; il confie l'expédition à Andreo et Plaisant. Andreo a profité de l'aubaine pour enlever Hermine et l'emmener avec lui.
À bord de la galère, Mendoza règne en tyran. À la première incartade des deux gentilshommes, qui tentaient de venir en aide à un lapin galérien sur le ban derrière eux, trop faible pour tenir la cadence, le capitan décide de les faire fusiller. L'apparition providentielle du chebec de Kader fait changer d'avis Mendoza, qui ordonne d'aborder le navire. Mais Kader et ses hommes prennent l'initiative, et ce sont eux qui abordent la galère, malgré leur infériorité numérique.
Le lapin galérien, Eusèbe, a volé les clefs du garde-chiourme et arrive à délivrer Lope et Armand, qui prennent le parti des barbaresques. Non sans heurt : Kader, musulman, et Lope, chrétien, aussi intolérants l'un que l'autre, se promettent mutuellement un duel pour résoudre cet écart de conduite. Armand, quant à lui, défie en duel Mendoza : il le blesse au visage, mais le capitan le transperce de sa lame et s'apprête à mitrailler et fusiller les opposants restants. C'est alors que la chiourme, menée par Eusèbe, se révolte et s'empare de la galère. Mendoza est emmené captif par les corsaires, qui acceptent également à leur bord Lope, Eusèbe et Armand, blessé et bientôt soigné. Cependant, Youssouf est mort ; alors que Kader s'apprête à renoncer à l'aventure, Lope aperçoit dans une lunette le bateau d'Andreo et de Plaisant. Lope convainc alors Kader de suivre le navire, afin de leur reprendre la carte qui se trouve à bord.

## Analyse
Dès les premières cases, le récit montre la forte place accordée au théâtre et à ses différents genres. L'histoire s'ouvre ainsi sur une représentation des Fourberies de Scapin, de Molière, pièce qui fera continuellement l'objet de références tout au long de la série : les répliques « Mais que diable allait-il faire en cette galère ? » et « Es-tu prêt, spadassin ? / Ma main ne tremblera pas », prononcées par les comédiens, sont reprises quelques pages plus loin, avec quelques adaptations, lors de la rencontre avec Cénile, dont le fils Andreo et le valet Plaisant ont repris à leur compte le plan mis au point par Scapin pour soutirer de l'argent à un vieillard cupide. Les Fables de La Fontaine occupent également une belle place, les deux protagonistes assistant à une représentation du Loup et l'Agneau, suivie du Renard et la Cigogne. Les autres genres littéraires ne sont pas en reste, à commencer par les noms mêmes des deux protagonistes, Armand Raynal de Maupertuis et Lope de Villalobos y Sangrin, qui font référence au Roman de Renart (Maupertuis étant dans l’œuvre le nom du château de Renart, et Ysengrin celui de son oncle, un loup).
L'histoire inaugure également dès ce premier tome certains comportements particuliers des personnages lors d'affrontements. Armand est ainsi montré en train de déclamer des alexandrins tout en ferraillant contre ses adversaires, comportement qui, bien plus tard, trouvera toute son expression dans la pratique de la "rixme". Par ailleurs, les adversaires touchés et mis hors d'état de nuire ont coutume de pousser une double exclamation indiquant où ils ont été blessés et l'état qui en résulte, par exemple « Mon œil ! Je suis borgne ! », ce qui s'achève dans ce tome avec Andreo qui, ayant vu tous ses sbires vaincus, ne peut que se lamenter « Mes hommes ! Je suis seul ! ».